# Химически факултет, Пловдивски университет
Химически факултет на Пловдивския университет е специализиран с науки свързани с химията. Декан на факултета е Доц. д-р Веселин Йорданов Кметов.

## История
През 1961 година в Пловдив е открит Висш педагогически институт (ВПИ) за подготовка на математици, физици, химици и биолози, който през януари 1972 година се преобразува в Пловдивски университет „Паисий Хилендарски“. През 1974 година като самостоятелен факултет в университета се създава Химико-биологическият факултет, в който се подготвят студенти по специалностите – „Химия“, „Биология“ и „Биология и химия“. Декани на този факултет последователно са били проф. Генчев, доц. Щерев, доц. Н. Янев, доц. Н. Чолаков, проф. Н. Моллов, доц. Г. Андреев. По време на мандата на Г. Андреев, през 1991 година, Химическия факултет се отделя като самостоятелно звено.

## Ръководство
- Декан – Доц. д-р Веселин Йорданов Кметов
- Зам.-декан по учебната дейност – Доц. д-р Стела Миронова Статкова-Абегхе
- Зам.-декан по научната дейност – Доц. д-р Гинка Атанасова Антова
- Секретар на факултета – Ирина Иванова Кожухарова
- Инспектор от Учебен отдел – Екатерина Маринова Кочовска

## Катедри
-Обща и неорганична химия с методика на обучението по химия
-Аналитична химия и компютърна химия
-Органична химия
-Физикохимия
-Химична технология

## Обучение

### Бакалавърска степен
-Химия
-Компютърна химия
-Медицинска химия
-Химия с маркетинг
-Химия и физика

### Магистърска степен
-Медицинска химия
-Медицинска химия (за неспециалисти)
-Органична химия
-Приложна физикохимия
-Химия и екология
-Хранителна химия
-Спектрохимичен анализ
-Радиохимия и радиоекология
-Учител по химия
-Учител по химия (за неспециалисти)